# Feomelanine

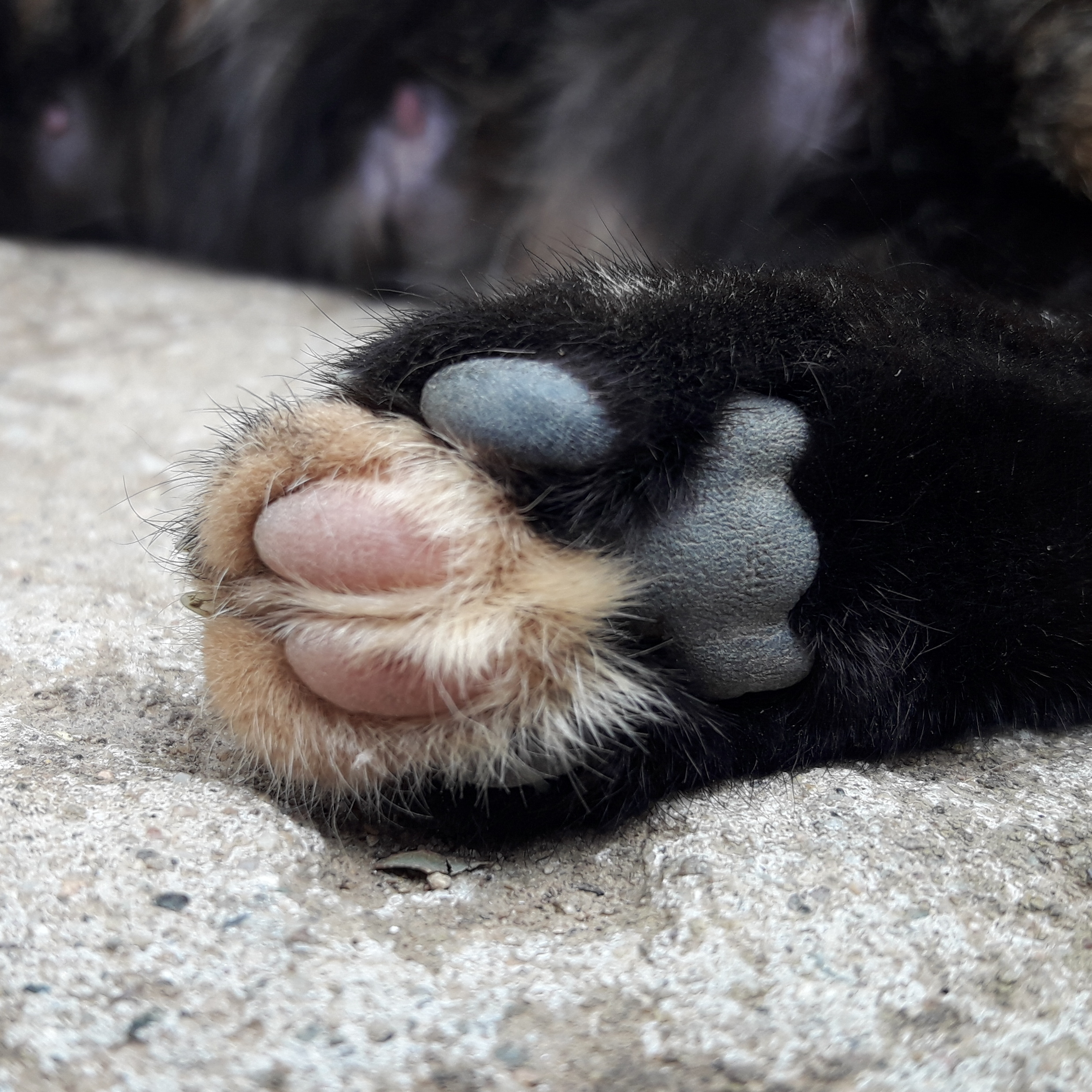
Weergave van presentatie van het rode feomelanine pigment naast het zwarte eumelanine pigment in de haren en de huid van de voetzool van een schildpadkat.

Feomelanine is een melanine (pigment), dat samen met een tweede pigmenttype, eumelanine, de haar- en huidskleur van organismen, waaronder de mens bepaalt. Het menselijke melanine is een mengtype: feomelanine domineert bij rood haar, terwijl het tweede melaninetype eumelanine als bruin-zwart pigment verantwoordelijk is voor bruin- en zwart haar. Grijs haar ontstaat, wanneer bij een toenemende leeftijd, de productie van melanine in het lichaam afneemt. De melanine wordt in toenemende mate vervangen door neerslaande luchtbellen in de haarschacht. De haren gaan er van grijs tot wit uitzien.